# New Albany (Pensilvania)
New Albany es un borough ubicado en el condado de Bradford en el estado estadounidense de Pensilvania. En el año 2000 tenía una población de 306 habitantes y una densidad poblacional de 246 personas por km².

## Geografía
New Albany se encuentra ubicado en las coordenadas 41°36′2″N 76°26′30″O / 41.60056, -76.44167.

## Demografía
Según la Oficina del Censo en 2007 los ingresos medios por hogar en la localidad eran de $29,444 y los ingresos medios por familia eran $29,464. Los hombres tenían unos ingresos medios de $31,875 frente a los $23,750 para las mujeres. La renta per cápita para la localidad era de $15,209. Alrededor del 15% de la población estaba por debajo del umbral de pobreza.